# Font pública (passeig de l'Església de Torroella de Montgrí)
La font pública del passeig de l'Església de Torroella de Montgrí (Baix Empordà) és una obra inclosa a l'Inventari del Patrimoni Arquitectònic de Catalunya.

## Descripció
Element situat a l'inici del passeig de l'església, a la banda dreta. És de base quadrada, amb tres cossos superposats: el més baix conté la pica semicircular, el del mig serveix de suport a l'aixeta i en el superior, de forma tronco-piramidal, es troba un escut- a la banda del passeig- de les mateixes característiques que el que hi ha a la font del passeig Vicenç Bou i també a la façana del palau Solterra.

## Història
La font del passeig de l'església és una de les dues fonts públiques (l'altra està situada al passeig de Vicenç Bou) que es conserven de la segona meitat del segle xix, quan el marquès de Robert, en habitar el palau del antics comtes de Soltera i procedir a la captació d'aigua per a ús propi, va disposar la construcció de fonts públiques per la vila.